# 舍夫琴科韋
舍夫琴科韋（羅馬化：Shevchenkove），又依俄语名譯為舍甫琴科沃，是烏克蘭東部哈爾科夫州庫皮揚斯克區舍夫琴科韦镇级市镇内的市級鎮，並為该市镇的行政中心。這鎮始建於1896年，面積8平方公里，2024年人口3,960，人口密度每平方公里913.25人。

## 历史
1896年建立，当时的名称为布拉采利夫卡（Булацелівка）。

### 乌克兰革命
1917-1921年，布拉采利夫卡的权力几经易手，不断受到众多帮派的威胁。1917年2月俄国独裁政权被推翻后，该地区的局势最初由临时政府控制， 1917年11月至12月由乌克兰中央拉达控制，12月底由布尔什维克控制。
在乌克兰解放斗争的过程中，布拉采利夫卡成为了乌克兰人民共和国的一部分，下属于顿涅茨克地区。1918年4月，布拉采利夫卡被乌克兰人民共和国控制。1919年苏俄入侵乌克兰期间，布尔什维克重新控制了该地区，但在7月在邓尼金将军的白军的攻势下被迫撤退。直到1919年12月，经过与邓尼金派的激战，红军在舍甫琴科韦确立了自己的势力。
1922年，该地更名为舍甫琴科韋，以纪念烏克蘭詩人、藝術家塔拉斯·舍甫琴科。

### 二次大戰
該鎮從1942年2月到1943年2月被納粹德軍佔領，並於蘇軍的沃羅涅日-哈爾科夫反攻後才結束。

### 俄烏戰爭
2022年3月11日，舍甫琴科韋被俄罗斯佔領。同年9月8日被烏克蘭在哈尔科夫反攻中收復。